# Anastatus bangalorensis
Anastatus bangalorensis är en stekelart som beskrevs av Mani och Kurian 1953. Anastatus bangalorensis ingår i släktet Anastatus och familjen hoppglanssteklar. Inga underarter finns listade i Catalogue of Life.